# Grañén
Grañén – gmina w Hiszpanii, w prowincji Huesca, w Aragonii, o powierzchni 123,98 km². W 2011 roku gmina liczyła 1990 mieszkańców.